# Gilmar (football, 1984)
Pour les articles homonymes, voir Gilmar (homonymie).
Gilmar Silva Santos dit Gilmar, né le 9 mars 1984 à Ubatã, est un footballeur brésilien.

## Carrière
Gilmar est révélé à la pointe de l'attaque de l'équipe de Vitória en 2000. Avec ce club il remporte le Championnat Baiano 2003, 2004 et 2005, et la Copa do Nordeste en 2003. 
En 2006, il est transféré au Santos FC avec ce club il gagne le Championnat de l'État de São Paulo.
L'année suivante, il découvre le football japonais en jouant au Tokyo Verdy 1969. Il a également joué pour le club du Yokohama FC.
Il est ensuite recruté en 2008 par le Náutico, club avec lequel il devient l'un des meilleurs buteurs brésiliens de la saison 2008-2009 avec 10 buts.
Le 31 août 2009, Gilmar débarque dans le football français en signant à l'En Avant de Guingamp pour 3 ans.
À la suite de la descente du club breton en National, il retourne au Brésil sous la forme d'un prêt de six mois, au Grêmio Prudente.
En Novembre 2011, Gilmar est licencié du club de l'En Avant de Guingamp pour faute grave (Abandon de poste). Ce dernier ne donnant plus de nouvelles aux dirigeants bretons à la suite de son prêt au Grêmio Prudente. Source : http://www.foot-national.com/foot-guingamp-gilmar-licencie-pour-faute-grave-30015.html
Depuis, Gilmar bourlingue dans de nombreux clubs brésiliens. Sorti d'une saison presque pleine 2013/2014 au club d'ABC (série B brésilienne), il n'entre plus dans les plans de son entraîneur.